# 해열제

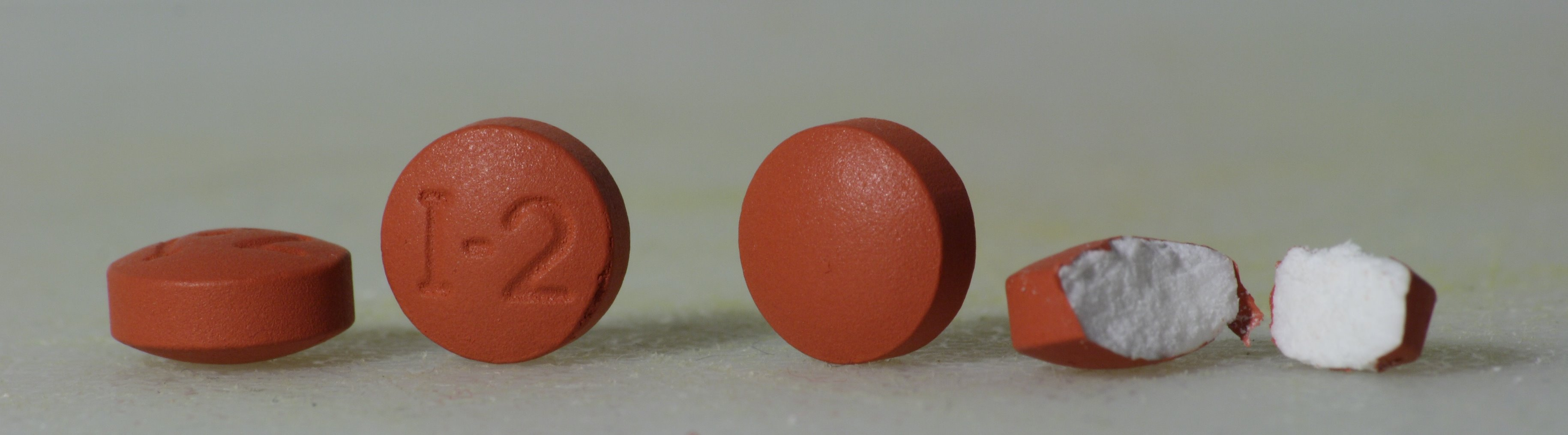
일반적인 해열제인 이부프로펜 정제(알약)

해열제(解熱劑, 영어: antipyretic)는 발열을 감소시켜 체온을 내리는 데 사용하는 약물이다. 해열제의 영어 명칭인 "antipyretic"은 "against(~에 반대하여)"라는 의미의 "anti-"와 "feverish(열이 나는)"이란 의미의 "pyretic"의 합성어이다. 해열제는 시상하부가 프로스타글란딘으로 인한 체온 상승을 무시하도록 만든다. 그러면 신체는 발열을 감소시키도록 작동하고 체온이 내려가게 된다.
대부분의 해열제들은 여러 목적을 가지고 있다. 미국에서 가장 흔한 해열제로는 일반적으로 이부프로펜과 아스피린이 있으며, 이들은 주로 항염증제 및 진통제로 사용되는 비스테로이드성 항염증제(NSAID)이지만 해열 특성도 가지고 있다. 그리고 아세트아미노펜(파라세타몰)은 항염증 특성이 없는 진통제이며 또한 해열제이다.
발열은 감염에 대한 신체의 면역 반응의 일부이기 때문에 이러한 약물의 적절한 사용에 대해 약간의 논쟁이 있다. 영국 왕립학회에서 발표한 연구에 따르면 발열 억제로 인해 미국에서 인플루엔자로 인한 사망자가 최소 1% 증가하거나 연간 700명이 추가로 사망하는 것으로 나타났다.

## 비약물 치료
미지근하거나 시원한 물로 목욕을 하거나 몸을 적시면 온열질환이 있는 사람의 체온을 효과적으로 낮출 수 있지만 일반적으로 발열이 있는 사람은 그렇지 않다. 알코올을 사용한 목욕은 알코올의 전신 흡수와 관련된 부작용이 보고되었기 때문에 적절한 방법이 아니다.

## 약물 치료
해열 효과가 있는 약물에는 진통 및 항염증 활성이 있는 많은 일반 약물들이 포함되며, 그 중 일부는 일반의약품으로 구입할 수 있다.
- 비스테로이드성 항염증제(NSAID)는 염증 감소라는 정의된 효과 외에도 강력한 진통제 및 해열제로도 작용하는 광범위한 부류의 약물이다. 이들의 대부분은 체내에서 사이클로옥시제네이스(cyclooxygenase, COX) 계열의 효소의 활성을 저해함으로써 작용한다.
  - 이부프로펜 및 나프록센과 같은 비선택적 사이클로옥시제네이스(COX) 저해제[8]
  - 아스피린(아세틸살리실산), 살리실산 마그네슘, 살리실산 나트륨을 포함한 살리실산염. 이들은 또한 주로 비선택적 사이클로옥시제네이스(COX) 저해제이지만 AMP 활성화 단백질 키네이스의 활성화를 포함한 다른 메커니즘을 통해서도 작동한다.[9]
  - 케토프로펜 및 플루르비프로펜과 같은 사이클로옥시제네이스-1(COX-1)에 대해 상대적으로 선택적인 사이클로옥시제네이스 저해제.[8]
  - 반대로 니메술리드, 디클로페낙, 세레콕시브를 포함한 사이클로옥시제네이스-2(COX-2)에 대해 상대적으로 선택적인 사이클로옥시제네이스 저해제.[8]
  - 페나존 유사 약물(피라졸론)은 대부분의 국가에서 안전성 문제(메타미졸 포함 무과립구증 유발로 인해 30개국 이상에서 사용이 금지됨)로 인해 대부분 단계적으로 사용이 중단되었지만 일부 지역이나 귀약 형태의 중이염 치료와 같은 특정 목적으로 사용이 가능한 상태로 남아 있다.
- 무시할만한 항염증 활성을 가지고 있는 아세트아미노펜(파라세타몰) 계열 해열제. 아세트아미노펜 자체를 제외하고, 이 부류의 약물들은 주로 과거에 판매되었던 약물로 안전성 문제로 인해 판매가 중단되었으며, 그 중 하나가 페나세틴이다.
- 몇 가지 다른 약물들은 다양한 강도의 해열 효과를 가지고 있다. 이러한 약물들은 해열제로 주로 사용하기에는 해열 효과가 너무 약하거나 부작용이 너무 많은 경향이 있지만 해열 효과가 때때로 유용할 수 있다. 예를 들어 α2-아드레날린작동성 작용제, 특히 클로니딘(고혈압, 주의력결핍 과잉행동장애(ADHD), 경직 및 기타 여러 상태를 치료하는 데 사용되는 일반적인 약물)이 해열 효과를 가질 수 있으며, 검증된 경우 패혈성 쇼크 또는 급성 호흡곤란 증후군이 있는 환자에게 잠재적으로 유용할 수 있다.[10] 이에 대해서 사람을 대상으로 한 실험에서의 약간의 증거[11]와 함께 이론적인 이유[12]가 있다.

### 어린이에게 사용
미국 식품의약국(FDA)은 어린이에게 아세트아미노펜(파라세타몰)을 투여할 때 부적절한 투여가 가장 큰 문제 중 하나라고 지적한다. 어린이에게 해열제로서 아세트아미노펜 단독의 효과는 불확실하며 물리적 방법보다 나을 것이 없다는 일부 증거가 있다. 아세트아미노펜과 이부프로펜을 교차로 투여하는 요법은 두 가지 약물 중 하나만 단독으로 투여하는 것보다 해열 효과가 더 큰 것으로 나타났다. 한 메타분석에 따르면 이부프로펜은 어린이에게 비슷한 용량을 단독으로 투여했을 때 아세트아미노펜보다 더 효과적이었다.
라이 증후군 등에 대한 우려로 인해 발열을 유발하는 질병이 발생하는 동안 어린이나 청소년에게 아스피린 및 아스피린이 포함된 복합제를 사용하지 않는 것이 좋다.

## 전통 의학
해열 특성이 있는 관다발식물을 전통적으로 사용하는 것은 많은 민족식물 문화에서 전세계적으로 공통적인 특징이다. 민족식물학에서 해열 특성을 가지고 있는 물질을 자연적으로 생성하는 식물은 일반적으로 "해열제(febrifuge)"라고 지칭된다.

## 같이 보기
- 아세트아미노펜
- 이부프로펜
- 덱시부프로펜
- 진통제
- 항염증제